# Kuchyňa
Kuchyňa (allemand : Kuchel) est un village de Slovaquie situé dans la région de Bratislava.

## Histoire
Première mention écrite du village en 1206.

## Démographie

### Évolution de la population
| Année:               | 1994. | 2004.   | 2014.   | 2024.   |
| -------------------- | ----- | ------- | ------- | ------- |
| Nombre de personnes: | 1581  | 1626    | 1691    | 1798    |
| Différence:          |       | +2,84 % | +3,99 % | +6,32 % |

| Année:               | 2023. | 2024. |
| -------------------- | ----- | ----- |
| Nombre de personnes: | 1798  | 1798  |
| Différence:          |       | +0 %  |

## Politique
| Nom          | Parti politique                  | date de l'élection | Fin du mandat |
| ------------ | -------------------------------- | ------------------ | ------------- |
| Róbert Bujna | KDH, SDKÚ-DS, SNS, OKS, Misia 21 | 02.12.2006         | décembre 2010 |